# Poemenesperus
Poemenesperus es un género de escarabajos.

## Especies
- Poemenesperus albomaculatus Breuning, 1934
- Poemenesperus callimus Jordan, 1903
- Poemenesperus carreti Lisle, 1955
- Poemenesperus chassoti Breuning, 1966
- Poemenesperus dobraei Waterhouse, 1881
- Poemenesperus elseni Breuning, 1971
- Poemenesperus fulvomarmoratus Jordan, 1894
- Poemenesperus gillieri Villiers, 1959
- Poemenesperus griseomarmoratus Breuning, 1934
- Poemenesperus holdhausi Itzinger, 1934
- Poemenesperus imitans Breuning, 1934
- Poemenesperus incubus Thomson, 1858
- Poemenesperus laetus Thomson, 1858
- Poemenesperus ligatus Jordan, 1894
- Poemenesperus marmoratus Jordan, 1894
- Poemenesperus nigrosignatus Breuning, 1947
- Poemenesperus nigrovelutinus Breuning, 1938
- Poemenesperus niveicollis Aurivillius, 1903
- Poemenesperus obliquus Aurivillius, 1916
- Poemenesperus ochraceus Breuning, 1934
- Poemenesperus phrynetoides Jordan, 1894
- Poemenesperus schoutedeni Breuning, 1934
- Poemenesperus tessmanni Hintz, 1919
- Poemenesperus thomsoni (Pascoe, 1869)
- Poemenesperus velutinus (White, 1858)
- Poemenesperus villiersi Lepesme, 1947
- Poemenesperus voluptuosus Thomson, 1857
- Poemenesperus zebra Fiedler, 1939